# Jason Williams
Jason Gerald Williams, född den 18 december 1973 (enligt vissa källor 1974) i Baton Rouge i Louisiana, är en amerikansk före detta professionell basebollspelare som tog brons för USA vid olympiska sommarspelen 1996 i Atlanta.
Williams spelade därefter fyra säsonger i Minor League Baseball 1997–2000, men fick aldrig chansen i Major League Baseball (MLB). På sina 504 matcher i farmarligorna hade han ett slaggenomsnitt på 0,300, 27 homeruns och 211 RBI:s (inslagna poäng).
Williams avslutade spelarkarriären med tre säsonger i av MLB oberoende ligor, så kallade independent leagues, 2001–2003.